# Улица краљице Катарине (Чукарица)
| · Улица · Краљице Катарине | · Улица · Краљице Катарине                   |
| -------------------------- | -------------------------------------------- |
|                            |                                              |
| Општина                    | Чукарица                                     |
| Почетак                    | Улице Стеве Тодоровића Жарка Вуковића Пуцара |
| Крај                       | Улица Београдског батаљона                   |
| Дужина                     | 1100 m                                       |
| Ширина                     | око 12 m                                     |
| Створена                   | друга половина двадесетог века               |
| Названа                    | по жени босанског краља Стефана Томаша       |
|                            |                                              |
|                            |                                              |
| Почетак улице              |                                              |

Улица краљице Катарине је улица која повезује улицу Стеве Тодоровића са улицом Београдског батаљона пролазећи кроз Голф насеље. Налази се на Општини Чукарица.

## Име улице
Улица је добила име по жени босанског краља Стефана Томаша, Катарини Косачи.

## Историја
Улица је настала у другој половини 20. века у периоду када се Чукарица нагло преобразила из скромног радничког насеља са понеком кућом на спрат у модерно градско насеље. Нова стамбена изградња спојила је сеоска насеља с градом, а на некадашњим пашњацима појавиле су се нове градске четврти.

## Улицом Краљице Катарине
Улица је типична за Баново брдо са измешаном стамбеном и породичном градњом.

## Суседне улице
1. Стеве Тодоровића
2. Жарка Вуковића Пуцара
3. Слободана Принципа Сеље
4. Београдског батаљона
5. Жана Сибелијуса
6. Жарковачка

## Галерија
- Нова стамбена градња
- Хотел и маркет Орашац
- Породична кућа
- Раскрсница са Жарковачком улицом
- Крај улице на споју са улицом Београдског батаљона